# Samuele Pace
Pour les articles homonymes, voir Pace.
Pas d'image ? Cliquez ici

a Compétitions nationales et continentales officielles uniquement.

b Matchs officiels uniquement.
Dernière mise à jour le 13 septembre 2018.
Samuele Pace, né le 20 janvier 1980 à Ponte dell'Olio (Italie), est un joueur de rugby à XV italien, jouant au poste de centre ou d'ailier. 

## Carrière

### En équipe nationale
Samuele Pace a honoré sa première cape internationale le 17 novembre 2001 avec l'équipe d'Italie pour une défaite 54-26 contre l'Afrique du Sud.
En novembre 2009, il est sélectionné avec l'équipe XV Europe pour affronter les Barbarians français  au Stade Roi Baudouin à Bruxelles à l'occasion du 75e anniversaire de la FIRA – Association européenne de rugby. Les Baa-Baas l'emportent 26 à 39.

## Palmarès

### En équipe nationale
- 3 sélections : 2 en 2001, 1 en 2005.
- Tournoi des Six Nations disputé: 0.
- Coupe du monde de rugby disputée: 0.